# De Grote Bijbelquiz
De Grote Bijbelquiz is een Nederlands televisieprogramma waarin de deelnemers getest worden op hun kennis van de Bijbel. Het is een jaarlijks terugkerend programma tijdens de Bijbel10daagse. Het werd voor het eerst gepresenteerd in 2004 onder de titel De Nationale Bijbeltest.

## Ontstaan
Het programma bestaat uit twee delen: in het eerste gedeelte worden vragen gesteld die de deelnemers in de studio moeten beantwoorden en de deelnemers thuis kunnen de antwoorden noteren om ze op bepaalde tijdstippen te sms'en. Sinds een aantal jaren is het mogelijk de vragen live te beantwoorden via een tweede scherm op internet, net zoals bij alle andere Nationale Tests die op televisie worden uitgezonden. In het tweede gedeelte worden de antwoorden gegeven en worden de resultaten van de deelnemers in de studio bekendgemaakt. Ook worden enkele statistieken van de deelnemers thuis getoond. In 2016 zal de quiz echter voor het eerst voorrondes krijgen. De quiz zal een week lang elke werkdag worden uitgezonden en op zaterdag is de finale.

## Presentatie
Het programma is door verscheidene mensen gepresenteerd, namelijk Philip Freriks (NCRV), Mieke van der Weij (NCRV), Jacobine Geel (NCRV) en Bert van Leeuwen (EO). De laatste twee presenteerden het namens de producerende omroepen. In 2016 haakte de NCRV af. Van Leeuwen blijft het namens de EO presenteren.

## Edities

### 2016
De EO besloot na het afhaken van de NCRV in vijf voorrondes met tien prominenten naar een finale toe te werken waar gestreden wordt om de beste bijbelkenner. Bijbelwetenschapper Janneke Stegeman helpt de vragen en thema's tijdens de quiz te duiden.

### 2015
Bekende deelnemers dit jaar zijn Ruud de Wild, het team van Abdelkader Benali met Ellen Deckwitz en Abbie Chalgoum. Teamcaptain Carolina Dijkhuizen heeft Jerrel Houtsnee meegenomen en Jack de Vries zijn moeder Coby en zijn oom Wim Jelles. Winnaar werd het team van Benali na een spannende finale met het team van De Vries.

### 2014
Deze editie is een vernieuwde opzet waarin vier teams onder leiding van René van Kooten, Arie Slob, Shirma Rouse en Ernst Daniël Smid strijden om de overwinning. Winnaar werd het team van Slob.

### 2013
De deelnemers dit jaar zijn:
1. Oost - Catherine Keyl
2. Noord - Chazia Mourali
3. Zuid - Maik de Boer
4. West - Brownie Dutch

### 2012
De deelnemers dit jaar zijn:
1. Oost - Mirella van Markus
2. Noord - Dolores Leeuwin
3. Zuid - Jan Rot
4. West - Sjoerd Pleijsier

### 2011
In 2011 won de windstreek West-Nederland.

### 2010
In 2010 werd hetzelfde format als 2009 gehanteerd. De vier volgende bekende Nederlanders voerden de windstreken aan:
1. Oost - Sabine Uitslag
2. Noord - Ursul de Geer
3. Zuid - Keith Bakker
4. West - Sonja Silva

### 2009
In 2009 kreeg het programma een nieuwe naam: De Grote Bijbelquiz. De presentatie bleef in handen van Jacobine Geel en Bert van Leeuwen.
De deelnemers in de uitzending werden over vier vakken verdeeld die de vier windstreken van Nederland symboliseerden. Noord bestond uit Friesland, Groningen en Drenthe. Overijssel, Flevoland en Gelderland waren Oost. Limburg, Noord-Brabant en Zeeland waren Zuid en Noord-Holland, Zuid- Holland en Utrecht vormden samen West.
Vier bekende Nederlanders voerden de windstreken aan, zo nu en dan terzijde gestaan door hoogscorende deelnemers. De meeste quizvragen waren in de vorm van meerkeuzevragen.

#### Uitslag
1. Oost - Gerda Havertong
2. Noord - Jan Slagter
3. Zuid - Mirjam Sterk
4. West - Bob Smalhout

### 2008
In 2008 werd het programma gepresenteerd door Jacobine Geel en Bert van Leeuwen. De vragen waren onderverdeeld in zes thema's:
- Royalty
- Travel
- Design
- Religie
- Opvoeding
- Finance

#### Deelnemers
In 2008 deden de volgende groepen mee:
- Zeelieden (4.3)
- De Doodgravers (7.2)
- De Kickboksters (4.4)
- De Personal Coaches (6.2)
- De Corpsballen (4.8)
- De prominenten (6.2)

De volgende bekende Nederlanders deden mee:
- Jan Slagter (8.0, winnaar)
- Boris van der Ham (7.7)
- Esmaa Alariachi (6.7)
- Robert Schoemacher (5.8)
- Catherine Keyl (5.0)
- Tatjana Šimić (4.0)

Muzikale medewerking: Inside Out. De winnaar is Roel Koper (de Doodgravers).

### 2007
In 2007 werd het programma gepresenteerd door Jacobine Geel en Bert van Leeuwen. De vragen waren onderverdeeld in zes thema's:
- Bijbel en Liefde
- Bijbel en Dood
- Bijbel en Symbolen
- Bijbel en Toekomst
- Bijbel en Humor
- Bijbel en vreemde talen

#### Deelnemers
In 2007 deden de volgende groepen mee:
- Staphorsters (winnaar van de aanwezige groepen)
- Jongeren (Griftland College) te Soest
- Limburgers
- Wereldgodsdiensten
- lammen en de blinden (5,4)
- vreemdelingen (4,5)

De volgende bekende Nederlanders deden mee:
- Herman Finkers (7.7, winnaar)
- Sharon Kips (6.4)
- Frans van Deursen (4,1)
- Marian Mudder (4,4)
- Ernst Daniël Smid (5,4)
- Marc de Hond (5,2)

De persoon in de studio met de hoogste score Martin Stoffer (9.5) behoorde tot de Staphorsters. Muzikale medewerking: zangeres Sharon Kips en Gospel Boulevard.

### 2006
In 2006 werd het programma gepresenteerd door Jacobine Geel en Bert van Leeuwen. Jury: Mirjam van Nijn van het Nederlands Bijbel Genootschap. Muzikale medewerking: zanger Rivelino.
De vragen zijn verdeeld in zes categorieën: dagelijks leven, adventure, glamour, gastronomie, criminaliteit en seks.

#### Deelnemers
In 2006 deden de volgende groepen mee:
- Strijders (brandweer en politie) (6.4)
- Christelijke Plattelandsvrouwen (protestanten) (5.4)
- Bekende Nederlanders (4.9)
- Romeinen (katholieke Italiaanse Nederlanders) (4.4)
- Jongeren (3.8)
- Simsons (krachtsporters) (3.1)

De volgende bekende Nederlanders deden mee:
- André Rouvoet (8.2)
- Sara Kroos (5.5)
- Karl Noten (5.0)
- Victoria Koblenko (4.3)
- Emile Ratelband (4.0)
- Brace (2.2)

De winnaar in het publiek is Bram van der Welle, politieagent.

### 2005
In 2005 werd het programma wederom gepresenteerd door Philip Freriks en Mieke van der Weij.

#### Deelnemers
In 2005 deden de volgende groepen mee:
- Protestanten (8.0)
- Bekende Nederlanders (7.3)
- Profeten (6.2)
- Katholieken (6.1)
- Barmhartige Samaritanen (6.0)
- Ongelovige Thomassen (4.7)

De volgende bekende Nederlanders deden mee:
- Linda Wagenmakers (8.5)
- Aart-Jan de Geus 2e plaats
- Arie Boomsma 3e plaats
- André van der Toorn 4e plaats
- Joop Braakhekke 5e plaats
- Sandra Reemer 6e plaats

### 2004
Op 30 oktober 2004 werd De Nationale Bijbeltest gepresenteerd door Philip Freriks en Mieke van der Weij om de introductie van de Nieuwe Bijbelvertaling onder de aandacht te brengen, als reactie op De Nationale IQ Test van BNN.

#### Deelnemers
De volgende groepen deden mee:
- Protestanten (8.5)
- Hoeren en Tollenaars (6.6)
- Goddelozen (6.3)
- Katholieken (5.9)
- Bekende Nederlanders (5.8)
- Wereldreligies (5.5)
- Black Gospel (4.7)

De volgende bekende Nederlanders deden mee:
- Wilma Nanninga (winnaar)
- Maarten Spanjer (6.7)
- Nelli Cooman (6.7)
- Bart Chabot (5.6)
- Henny Huisman (5.0)
- Jan Joost van Gangelen (5.2)
- Lucille Werner (4.9)